# 寺ヶ池公園
寺ヶ池公園（てらがいけこうえん）は、大阪府河内長野市にある都市公園（総合公園）である。

## 概要
寺ヶ池周辺を公園として整備している。河内長野市では唯一の総合公園である。管理・運営は河内長野市がおこなっている。入園は24時間自由で、入園料は無料。
公園は4つのエリアに分かれ、池の周囲には遊歩道が整備されている。
駐車場は四季の広場南側と、庭球場と野球場の近く、計2ヶ所ある。夏期の市営プール営業時は、臨時駐車場がプール入口付近に開設される。いずれの駐車場も夜間は閉鎖される。
公衆トイレは四季の広場に2ヶ所とゲートボール場付近の広場、野球場、庭球場、千代田台保育所付近の広場、弁天山広場の計7ヶ所ある。

## 施設

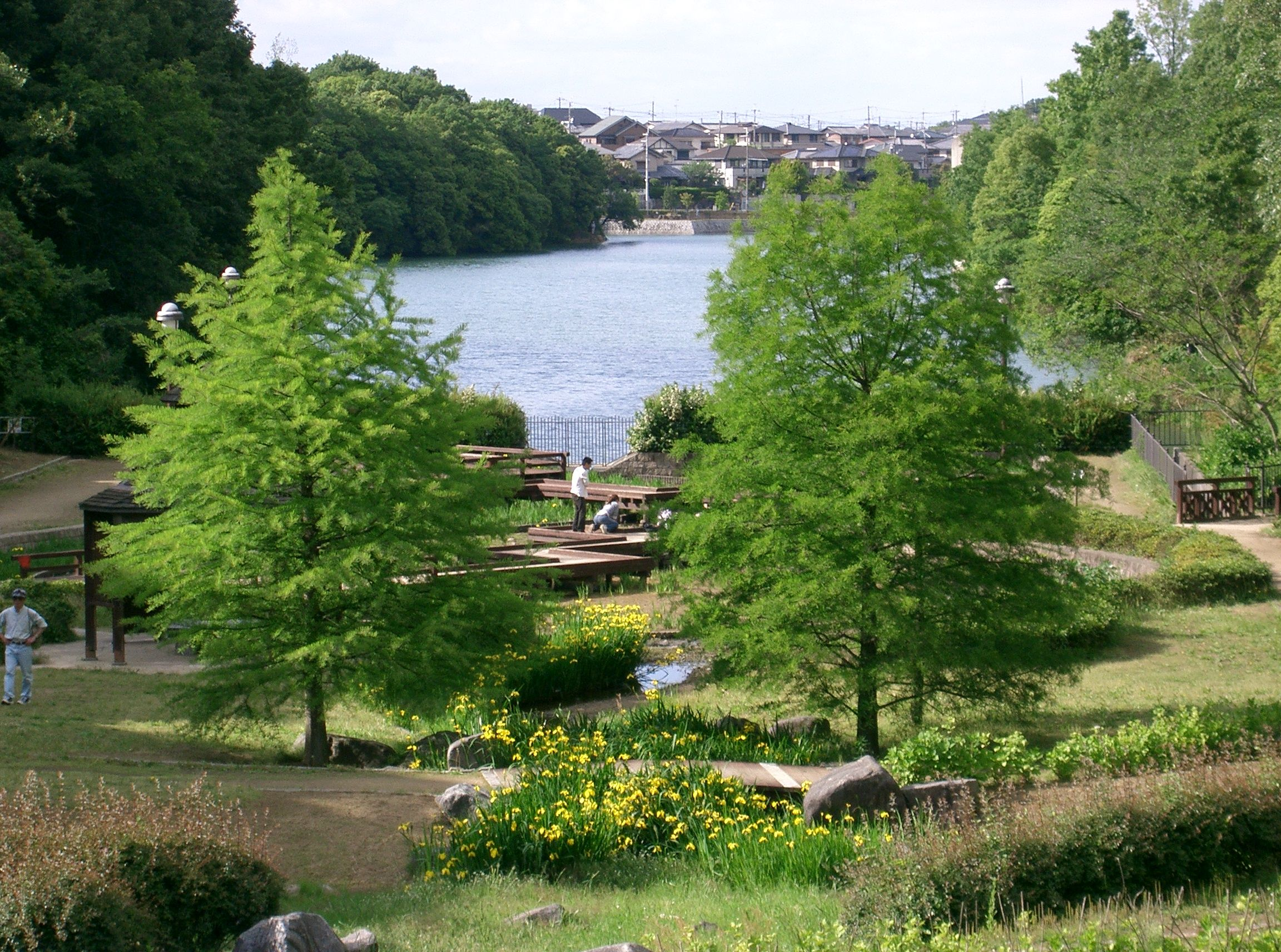
菖蒲園と寺ヶ池
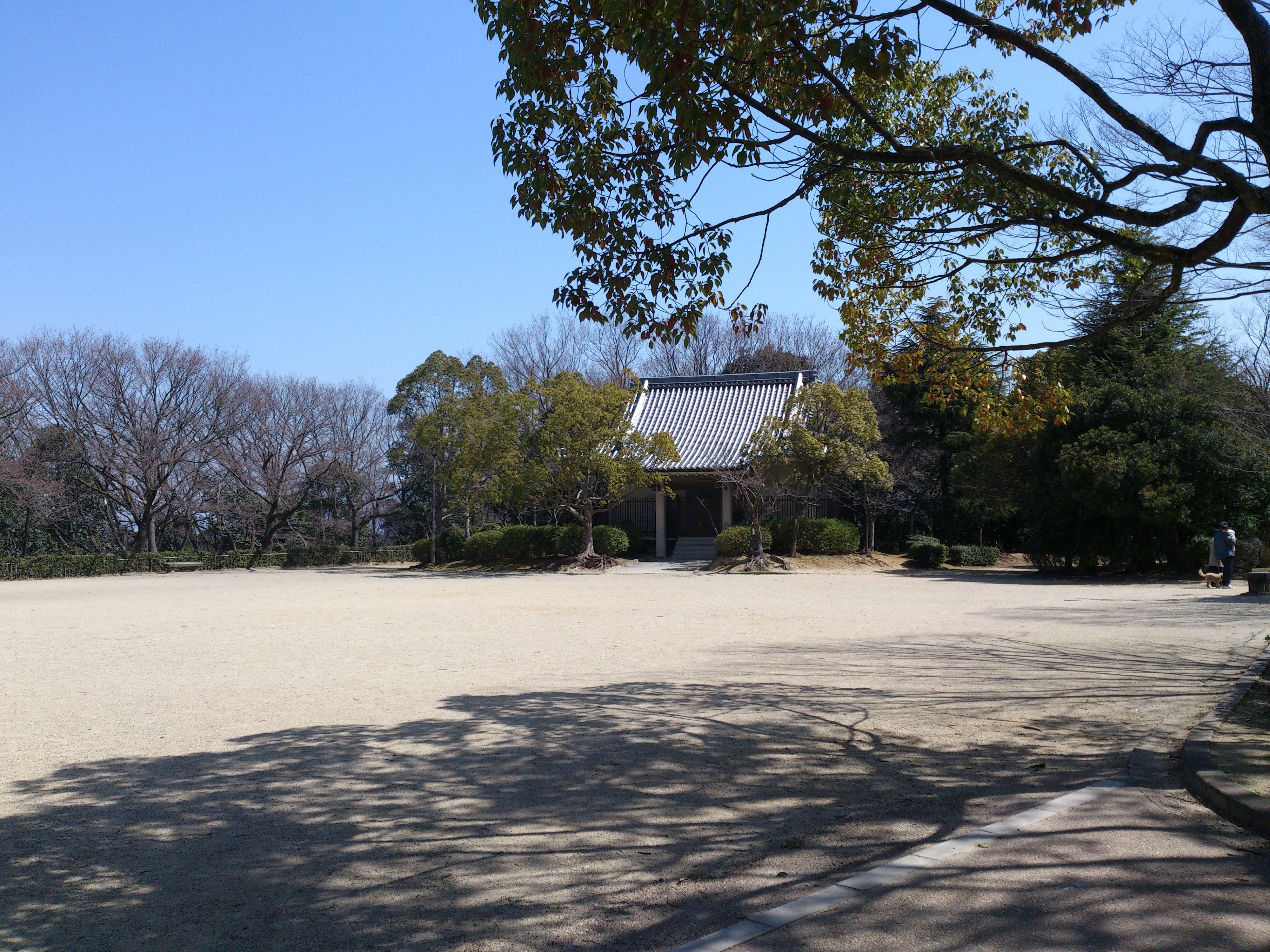
弁天山広場
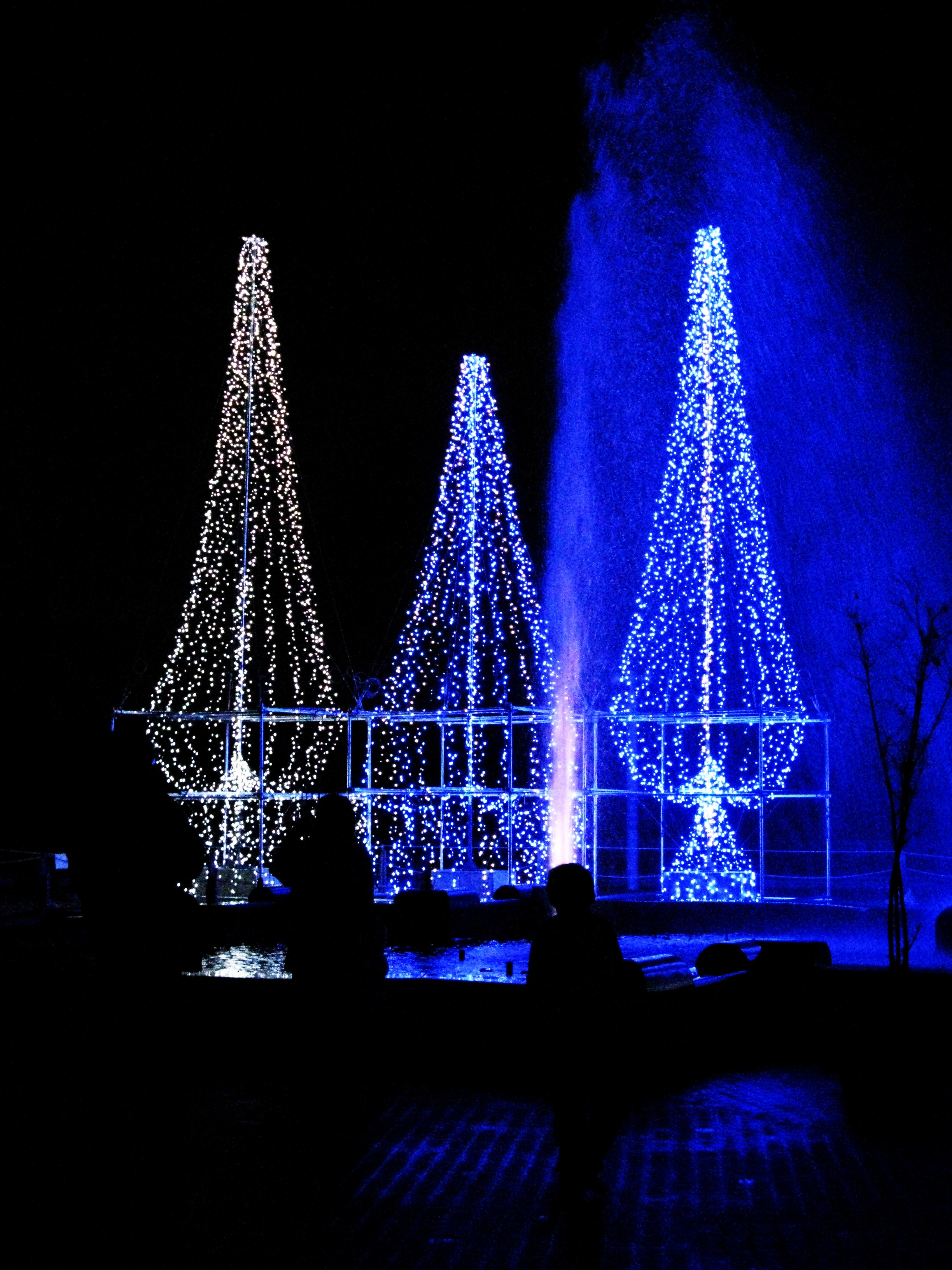
冬季のイルミネーション

四季の広場
当公園のメインとなる所で、寺ヶ池の南東部に位置する。噴水や公園管理事務所などがあり、冬季にはイルミネーションも実施される。
弁天山広場
寺ヶ池の西側にある広場。福神弁財天寺ヶ池鎮守や遊具がある。春には桜を観賞することができる。
アイリスの谷
寺ヶ池の南側にある菖蒲園。初夏にはハナショウブを観賞することができる。近くには寺ヶ池の用水路の流入点がある。
寺ヶ池公園庭球場
寺ヶ池の北東部に位置するテニスコートで、砂入り人工芝コートが4面ある。休日には、市内のテニス大会の会場にも使用される。利用には事前に予約が必要である。
寺ヶ池公園野球場
寺ヶ池の東側にある野球場で、主に少年野球の練習や試合に使用される。利用には事前に予約が必要である。
寺ヶ池公園プール
寺ヶ池の東側にある市営プールで、夏期のみ営業する。長さ25mのプールや幼児用プール、ウォータースライダーがある。ウォータースライダーは2002年の改修工事の際に設置された。
- 菖蒲園と寺ヶ池
- 弁天山広場
- 冬季のイルミネーション

## 歴史
- 1957年 - 寺ヶ池周辺を総合公園として都市計画を決定。
- 1964年7月 - 市営プールと野球場が完成。
- 1975年6月 - 庭球場が完成。
- 1995年 - 遊歩道の整備を開始。
- 1999年 - 遊歩道の整備が完成。
- 2002年7月 - 市営プールの改修工事が完成。

## 交通アクセス
- 南海高野線 千代田駅から南西へ約1km。
- 南海高野線および近鉄長野線 河内長野駅から北西へ約1.5km。
- 南海バス 千代田駅から20・21・特21・15・特15の各系統、河内長野駅から7・特7・15・特15・17・18の各系統のいずれかに乗車 「赤峯」バス停下車すぐ。

## 周辺
- 寺ヶ池
- 住吉神社
- 大阪府立長野高等学校
- 河内長野市立小山田小学校
- 河内長野市立千代田台保育所